# Жилино (платформа)
Жи́лино — остановочный пункт Большого кольца Московской железной дороги в одноимённой деревне городского округа Солнечногорск Московской области.
Бывшая станция. Расположена недалеко от Пятницкого шоссе.
Имеется одна низкая островная платформа. Значительная часть платформы заброшена и заросла. С восточной стороны от платформы находится бывшее станционное здание, не имеет кассы и турникетов.
Сразу у южного конца платформы проходит граница городских округов Солнечногорск и Истра Московской области.

## Электропоезда
Платформа обслуживается электропоездами:
- Депо ТЧ-20 Апрелевка Киевского направления. 3 пары поездов в день из/в сторону Поварово II — Кубинки I — Бекасово I — Детково (в том числе один «прямой» поезд из Апрелевки). Конечной для них является станция Поварово II.
  - Поезда могут опаздывать до нескольких часов или отменяться из-за загруженности Большого кольца грузовыми поездами (в том числе для сортировки на станции Бекасово-Сорт.)
  - До лета 2011 года участок Икша — Кубинка I обслуживался депо Нахабино Рижского направления, но затем участок Поварово II — Кубинка I был передан депо Апрелевка (рейсы до Кубинки II были продлены до Поварово II)

Для пересадки на пригородные поезда по Ленинградскому направлению используется платформа 142 км Большого кольца, расположенная в 8 км севернее.

## Общественный транспорт
Недалеко от платформы расположена автобусная остановка «Переезд». 
На ней останавливаются автобусы
- 319 (ст. Крюково — платф. Истра)[2]
- 497 (ст. Крюково — Солнечногорск)[3]